# Pfyffer
Pfyffer är en bergstopp i Schweiz.   Den ligger i distriktet Entlebuch och kantonen Luzern, i den centrala delen av landet, 30 km öster om huvudstaden Bern. Toppen på Pfyffer är 1 315 meter över havet, eller 98 meter över den omgivande terrängen. Bredden vid basen är 1,3 km.
Terrängen runt Pfyffer är kuperad åt nordväst, men åt sydost är den bergig. Närmaste större samhälle är Steffisburg, 20,0 km sydväst om Pfyffer. 
I omgivningarna runt Pfyffer växer i huvudsak blandskog. Runt Pfyffer är det ganska glesbefolkat, med 31 invånare per kvadratkilometer.